# 李截
李截（英語：Jason Scott Lee，1966年11月19日—）或稱作傑森·史考特·李，是一名美國男演員。較著名的是在1993年武術傳記片《李小龍傳》中飾演李小龍。其他知名作品如電影《大冒險家：森林王子》（1994年）、《兵人》（1998年）、《星際寶貝》（2002年）、《臥虎藏龍：青冥寶劍》（2016年）和《花木蘭》（2020年）。

## 生平
李截出生於洛杉磯。他本身擁有中國和夏威夷的血統，並曾就讀於夏威夷的珍珠城高中。

## 外部連結
- 李截在互联网电影资料库（IMDb）上的資料（英文）
- 李截的Instagram帳戶
- 李截的X（前Twitter）